# Hélder Tavares
Hélder Luís Lopes Vieira Tavares, noto semplicemente come Hélder Tavares (Olivais, 26 dicembre 1989), è un calciatore portoghese naturalizzato capoverdiano, centrocampista del Tondela e della nazionale capoverdiana.

## Caratteristiche tecniche
È un mediano.

## Carriera

### Nazionale
Ha esordito con la nazionale capoverdiana il 28 marzo 2017 disputando l'amichevole vinta 2-0 contro il Lussemburgo.

## Palmarès

### Club

#### Competizioni nazionali
- Segunda Liga: 1

Tondela: 2024-2025